# 赫爾曼一世 (圖林根)
赫爾曼一世（英語：Hermann I. von Thüringen，約1155年—1217年）是路德維希二世之子，圖林根領地伯爵（1190—1217）。他是路德維希四世與海因里希·拉斯佩的父親。